# آنا كلارا دوارتي
آنا كلارا دوارتي (بالبرتغالية: Ana Clara Duarte) مواليد 11 يونيو 1989 في ريو دي جانيرو، هي لاعبة كرة مضرب برازيلية. أعلى ترتيب لها في تصنيف رابطة محترفات كرة المضرب في الفردي كان 221.

## الميداليات
| الميدالية | المسابقة                    |
| --------- | --------------------------- |
| برونزية   | دورة الألعاب الأمريكية 2011 |

## روابط خارجية
- آنا كلارا دوارتي على موقع رابطة محترفات التنس (الإنجليزية)
- آنا كلارا دوارتي على موقع الاتحاد الدولي لكرة المضرب (الإنجليزية)
- آنا كلارا دوارتي على موقع كأس بيلي جين كينغ (الإنجليزية)
- آنا كلارا دوارتي على موقع خلاصة التنس.كوم (الإنجليزية)